# Cloudy Skies
Cloudy Skies è un singolo del gruppo musicale statunitense Ugly Kid Joe, pubblicato nel 1995.

## Tracce
CD
1. Cloudy Skies – 4:28
2. Milkman's Son (live) – 4:06

Maxi CD
1. Cloudy Skies – 4:28
2. Tomorrow's World – 4:36
3. Jesus Rode A Harley (live) – 3:25
4. Milkman's Son (live) – 4:06

## Formazione
- Whitfield Crane - voce
- Klaus Eichstadt - chitarra
- Dave Fortman - chitarra
- Cordell Crockett - basso
- Shannon Larkin - batteria